# FDM Jyllandsringen
FDM Jyllandsringen, eller FDM Jyllands-Ringen, är en FIA-godkänd (grade 4) racerbana i Resenbro utanför Silkeborg i Danmark, som ägs av Forenede Danske Motorejere.

## Historia
Jyllandsringen byggdes år 1965 och var då 1,701 kilometer lång. Den 15 maj 1966 kördes det första loppet, som vanns av Tom Belsø i en Volvo PV 544, på banan. Dock kritiserades den för att ha för många kurvor, vilket ledde till den kortades ned till 1,475 kilometer år 1967. Den längden användes på banan fram till 2003, då banan slogs ihop med en angränsande ovalbana och blev 2,300 kilometer lång.
På banan tävlar bland annat Scandinavian Touring Car Championship och tidigare Danish Touringcar Championship.

## Källor

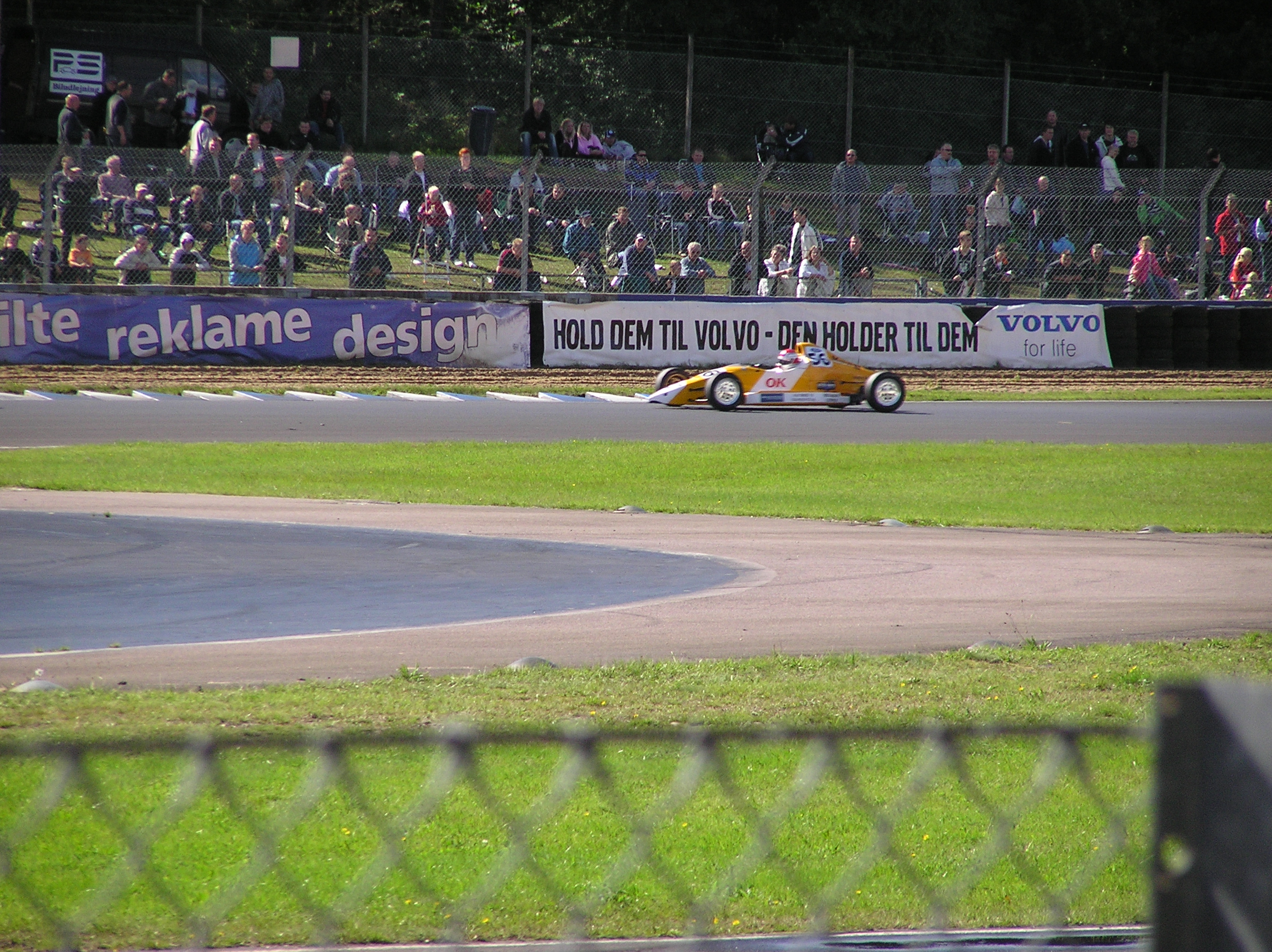
En Formel Ford-bil på Jyllandsringen 2006.